# Odlikovanja Republike Hrvaške
Odlikovanja Republike Hrvaške podeljuje predsednik Republike Hrvaške in so po Zakonu o odlikovanjih in priznanjih Republike Hrvaške (hrvaščina: Zakon o odlikovanjima i priznanjima Republike Hrvatske) razdeljena na velerede, rede in spomenice. Vsa odlikovanja so ustanovljena leta 1995.

## Odlikovanja
- Velered kralja Tomislava
- Velered kraljice Jelene
- Velered kralja Petra Krešimira IV.
- Velered kralja Dmitra Zvonimira
- Red kneza Trpimira
- Red kneza Branimira
- Red kneza Domagoja
- Red Nikole Šubića Zrinskog
- Red Bana Jelačića
- Red Petra Zrinskog i Frana Krste Frankopana
- Red Ante Starčevića
- Red Stjepana Radića
- Red Danice hrvatske z likom:
  - Marko Marulić
  - Blaž Lorković
  - Ruđer Bošković
  - Nikola Tesla
  - Franjo Bučar
  - Katarina Zrinski
  - Antun Radić
- Red hrvaškeg križa
- Red hrvaškeg trolista
- Red hrvaškeg pletera
- Spomenica domovinskog rata
- Spomenica domovinske zahvalnosti

## Priznanja
- Povelja Republike Hrvaške
- Hrvaška državna nagrada